# Alba gu bràth

Флаг Шотландии с девизом Alba gu bràth

Alba gu bràth ([ˈal̪ˠapə kə ˈpɾaːx] гэльск. Шотландия навсегда, англ. Scotland forever) — шотландский боевой клич и политический лозунг борьбы за независимость Шотландии. В буквальном смысле переводится как «Шотландия вплоть до Страшного Суда».
Использовался изначально шотландскими горцами во время восстаний якобитов между 1688 и 1746 годами. Позднее использовался как политический лозунг в кампании за независимость Шотландии.
В фильме «Храброе сердце» 1995 года герой Мела Гибсона, Уильям Уоллес, ведёт своих солдат против англичан под этим боевым кличем.